# Brandmarken

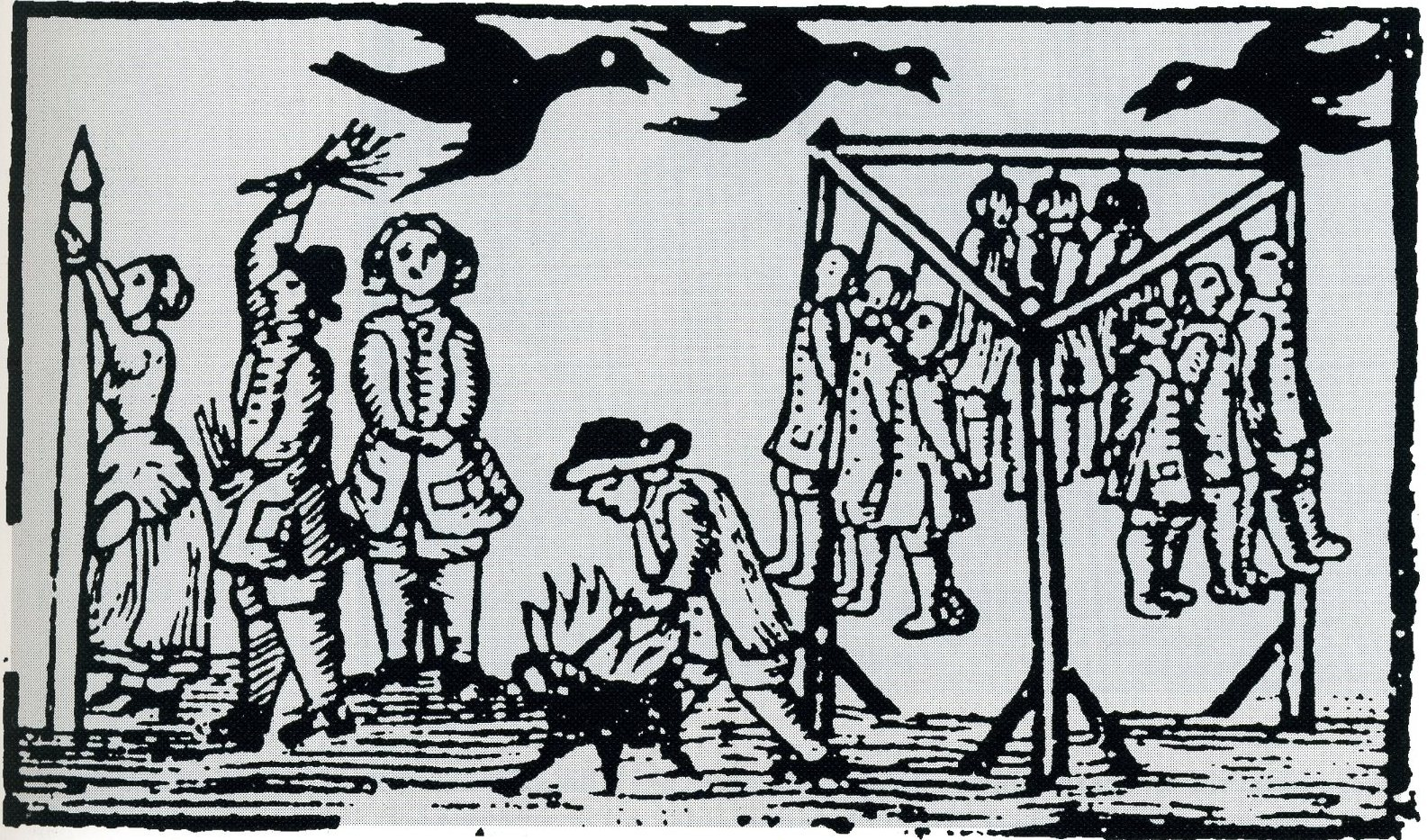
Brandmarkung einer als Diebin verurteilten Frau im 18. Jahrhundert in Dänemark

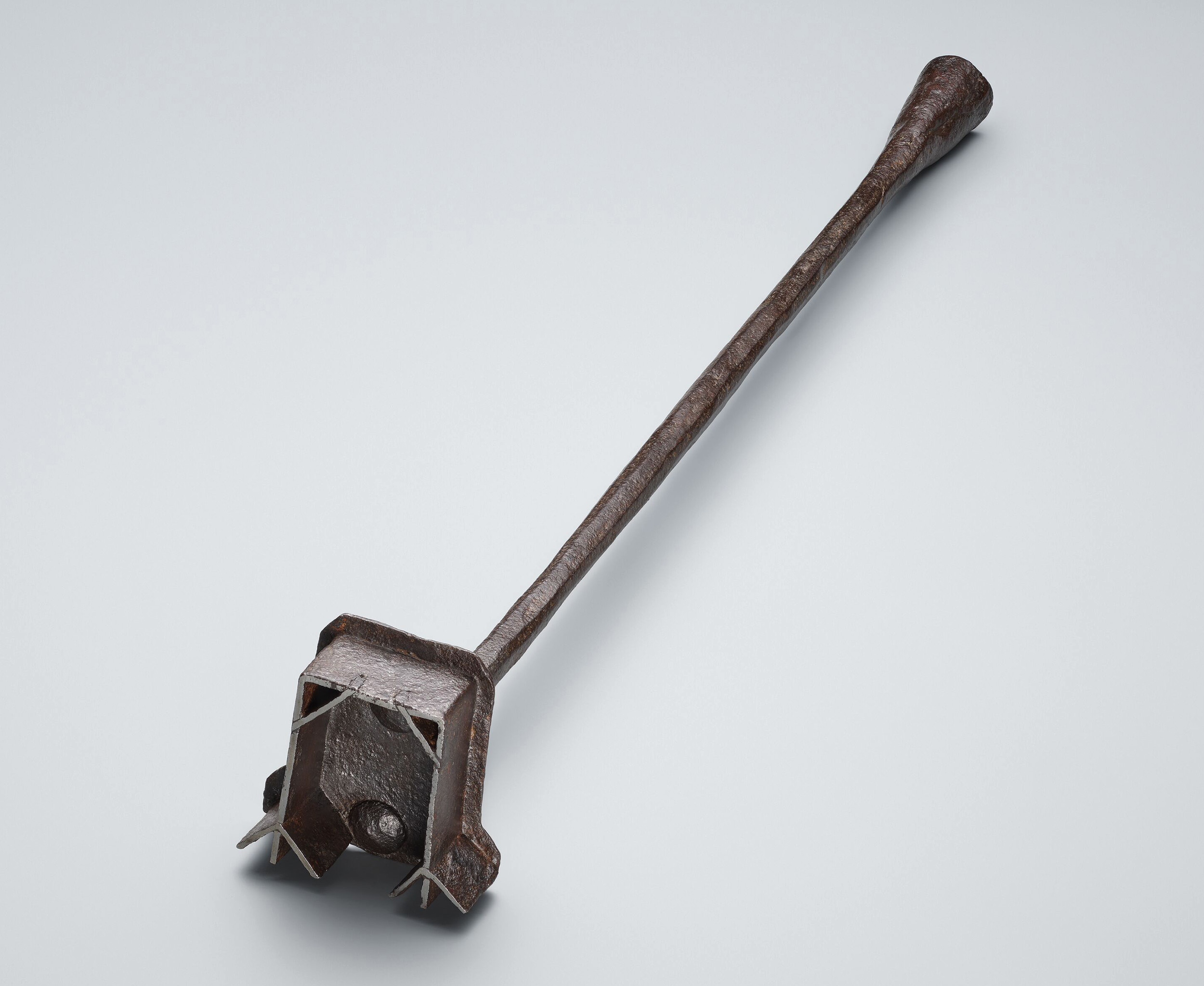
Brenneisen mit Galgenmotiv, zur Brandmarkung von Delinquenten, die für ein Kapitalverbrechen verurteilt waren. Vor 1820, Focke-Museum Bremen

Unter Brandmarken verstand man eine Leibesstrafe in der Antike, im Mittelalter und in der Frühen Neuzeit, die dadurch gekennzeichnet war, dass die betroffene Person festgebunden und mit einem glühenden heißen Eisen gepeinigt wurde, bis ihr ein Schandmal eingebrannt war. Auch die Intensität des Drucks und die Zeitspanne, die das Eisen auf dem Körper des Opfers verweilte, spielte eine entscheidende Rolle.
Die Römer brannten entflohenen und wiedererlangten Sklaven ein „F“ für „fugitivus“ (deutsch: „Flüchtling“) auf. Verleumdern wurde ein „C“ für „calumniator“ auf die Stirn eingebrannt. Ebenso wurden zu Zwangsarbeit in den Bergwerken Verurteilte mit einem Brandzeichen versehen. Es sollte nach Konstantins Verordnung nur auf den Händen, Armen oder Waden angebracht werden, nicht auf dem Gesicht, „das nach dem Ideal der Schönheit himmlisch gebildet und gegen solchen Unglimpf zu schützen sei“. Auch im kanonischen Recht kam das Brandmarken vor.
In Frankreich war bis 1832 der Galeerensträfling mit dem Feuermale „T. F.“ für „travaux forcés“ (deutsch: „Zwangsarbeiter“) gezeichnet. In Deutschland ist diese Form der Strafe nie gemeinrechtlich gewesen.
Im Sprachgebrauch des 21. Jahrhunderts verwendet man den Begriff häufig im Zusammenhang mit einem Outing oder im Sinne von Denunzieren.